# Selva montana de Bioko i Mont Camerun

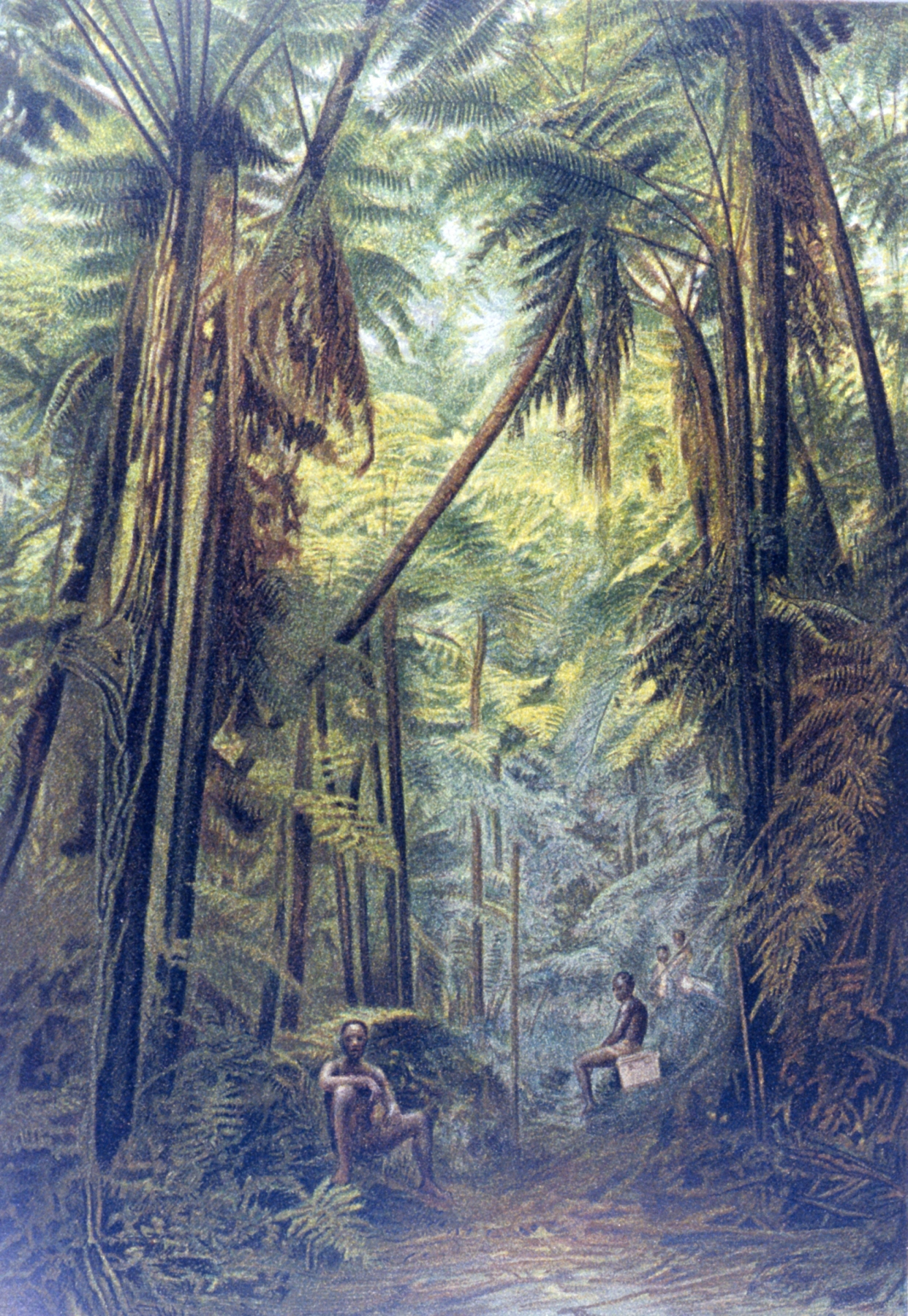
Falguera (cythaea) al mont Camerun

La selva montana de Bioko i el mont Camerun és una és una ecoregió de la zona afrotròpica, definida per WWF, que s'estén per les altures de l'illa de Bioko, a Guinea Equatorial, i del mont Camerun, en Camerun.
És una ecoregió de selva umbròfila que ocupa 1.100 quilòmetres quadrats a les terres altes de Bioko i el mont Camerun. L'ecoregió inclou els diferents boscos muntanyencs en les elevacions més altes de dos cims volcànics, el mont Camerun, que es troba al Camerun, prop de la costa, i Bioko, un illa volcànica al sud-oest de Guinea Equatorial.
Tant Bioko com el mont Camerun formen part de la serralada de Camerun, una línia de volcans que corre nord-est-sud-oest a través de la Terres Altes de Camerún i que s'estén a l'oceà Atlàntic com les illes de Bioko, São Tomé, Príncipe, i Annobón. Amb uns 4.000 m, el mont Camerun és el pic més alt d'Àfrica Occidental, i segueix sent un volcà actiu. Els vessants sud-occidentals d'aquestes muntanyes tenen un clima humit durant tot l'any.

## Flora
Presenta un gradient altitudinal continu des de la selva humida de baixa altitud, per sobre dels 200 msnm en els vessants occidentals, boscos de muntanya, laurisilva de boscos nuvolosos amb Prunus sp., Podocarpus latifolius, falgueres arborescents de gran grandària que va donant pas a una vegetació subalpina en els cims.

## Fauna
S'hi han registrat 370 espècies d'ocells al mont Camerun, inclosos algunes espècies endèmiques. Hi ha menys varietat de mamífers, i la majoria dels mamífers més grans han desaparegut, però hi ha algunes espècies endèmiques com el ratolí de pell suau del Camerun (Praomys morio), i una major varietat de rèptils i amfibis com el gripau endèmic, Werneria preussi.

## Estat de conservació
El bosc del mont Camerun es veu greument amenaçat, especialment en elevacions més baixes, a causa de l'extensió de l'agricultura i l'explotació fustera, i gairebé no tenen protecció. A Bioko alguns hàbitats estàn protegit per la Reserva Científica de la Caldera de Luba.